# A húúú-lányok (Így jártam anyátokkal)
A húúú-lányok az Így jártam anyátokkal című televízió-sorozat negyedik évadának nyolcadik epizódja. Eredetileg 2008. november 17-én vetítették, míg Magyarországon egy évvel később, 2010. május 3-án.
Ebben az epizódban Ted tervez egy épületet Barney és Marshall munkahelyén, miközben Robin összebarátkozik Lily munkatársnőivel.

## Cselekmény
A munkanélküli Robin Lilyvel együtt lóg, és egy kicsit nehezményezi, hogy Marshall is mindig ott van, amikor magánjellegű dolgokról akarna beszélgetni. Lily azt javasolja, menjenek el az egyik kolléganője, Jillian születésnapi bulijára. Eközben Barney elkezdi győzködni a főnökeit, hogy adjanak Ted építészcégének egy esélyt, amikor kiderül, hogy a Góliát Nemzeti Bank építkezésbe kezd. Tedékkel szemben egy svéd építészkollektíva, a Sven is beküldött egy tervet, akiket Ted máris utál a stílusuk miatt. Marshall izgatott, és alig várja, hogy hárman dolgozzanak ugyanannak a cégnek. Jövőbeli Ted elmondása szerint ez egy nagyon fontos pillanat volt az életében, mert lehetőséget kapott, hogy egy általa tervezett épületet húzzanak fel New York-ban.
Robin és Lily megérkeznek Jillian bulijába, ami egy western típusú szórakozóhelyen van. Hamar felfedezik, hogy Jillian nem olyan, mint a munkahelyén, hanem ő egy "húúú-lány", azaz egy olyan lány, aki imád bulizni, és közben folyamatosan "húúú"-zik. Mikor Barney ezt megtudja, azonnal odasiet, hogy felszedje őket. Robinnak tetszik a többi szingli lány stílusa, ezért beáll közéjük.
Ted nagy reményekkel prezentálja tervét a Góliát Nemzeti Banknak, míg aztán Barney este közli vele, hogy a Sven tervét választották. A dühös Marshall elhatározza, hogy levizeli a GNB székházát. De mikor odamegy, kiderül, hogy a tervről szavazó bizottságot lenyűgözte Ted terve. Igazából Barney volt, aki miatt kútba esett az egész, ugyanis őt meggyőzte a Sven, hogy a Tyrannosaurus formájú épület zseniális, és ha őket választják, kaphat egy gombot, aminek a megnyomásával lángot lövell a szája, és még egy sztriptízbár is lesz a tetőn. Marshall ezért bosszúból kizárja Barneyt a tetőre.
Lily próbál beilleszkedni a húú-lányok közé, de Robin szerint ez nem fog menni, mert ő boldog. Rámutat, hogy mindegyikük szomorú valamiért. Még Ted is, aki épp ekkor érkezik meg bánatosan. Lily látja, hogy Robin is min megy keresztül, és megígéri, hogy többet fog foglalkozni vele.
Eközben a bűntudatos Barney eléri, hogy rúgják ki mégis a Svent és használják Ted terveit. A bárban megpróbálja Bilsonra és a többiekre kenni a dolgot, mígnem Marshall el nem mondja Tednek az igazat, majd rákötözik egy rodeóbikára. Három órával később szabadul, és emiatt elszalaszt egy édeshármast a húúú-lányokkal.

## Kontinuitás
- Marshall ebben a részben is kedveli a gyümölcsös koktélokat, amit nőiesnek tartanak.
- A Sven szerepelt az építészmagazin címoldalán. Az "Én nem az a pasi vagyok" című részben Ted interjút adott telefonon, és azt hitte, hogy ennek a lapnak, de valójában egy pornólapnak.

## Jövőbeli visszautalások
- Ted tervét dobják a "Vén Clancy király" című részben, újra elfogadják a "Befejezetlen" című részben, az épületet elkezdik felhúzni az "Elfogadom a kihívást" című részben, és átadják "Az utolsó oldal" című részben.
- Ted "Az ugrás" című részben ténylegesen is elveszít egy megbízást a Svennel szemben, méghozzá a Tyrannosaurus formájú épület kedvéért, amire cowboykalap is kerül.
- A "Kettős állampolgárság" című epizódban Tedet is frusztrálja, hogy Lily mindenütt ott van, amikor ő Marshallal közös programot szeretne csinálni. Ez a fajta egymásra utaltságuk a "Nyílt kártyákkal" és "A tökéletes hét" című részekben is látható.

## Vendégszereplők
- Bryan Callen – Bilson
- Erika Medina – Stacey
- Jamie-Lynn Sigler – Jillian
- Kevin Christy – Sven #1
- Krista Kalmus – Misty
- Jae W. Suh – Crystal
- Ted Cannon – Sven #2
- Sam Littlefield – Sven #3
- Matthew Stephen Young – rodeóbika operátor

## Zene
- Lynyrd Skynyrd – Sweet Home Alabama

## Fordítás
- Ez a szócikk részben vagy egészben  a   Woooo! című angol Wikipédia-szócikk ezen változatának fordításán alapul.  Az eredeti cikk szerkesztőit annak laptörténete sorolja fel. Ez a jelzés csupán a megfogalmazás eredetét és a szerzői jogokat jelzi, nem szolgál a cikkben szereplő információk forrásmegjelöléseként.| - m - v - sz « előző Így jártam anyátokkal 4. évad következő »                                                                                                                                                                                                                                                                                                                                                                   | - m - v - sz « előző Így jártam anyátokkal 4. évad következő » |
| --- | -------------------------------------------------------------- |
| - Az Így jártam anyátokkal epizódjainak listája |                                                                |
| - Ismerlek? - New York legjobb hamburgere - Én szeretem New Jersey-t - Közbelépés - A Shelter-sziget - Boldogan élek - A nem apák napja - A húúúú-lányok - A pucér pasi - A bunyó - Egy kis Minnesota - Előnyök - Háromnapos havazás - A lehetségtelen - A Stinson család - Bocs, tesó! - A terasz - Vén Clancy király - Murtaugh - Mosbius Designs - A háromnapos szabály - Jó helyen, jó időben - Amilyen hamar tud - Az ugrás |                                                                || - m - v - sz Így jártam anyátokkal | - m - v - sz Így jártam anyátokkal                                                                  | - m - v - sz Így jártam anyátokkal |
| ---------------------------------- | --------------------------------------------------------------------------------------------------- | ---------------------------------- |
| Epizódok                           | - 1. - 2. - 3. - 4. - 5. - 6. - 7. - 8. - 9. évad                                                   |                                    |
| Szereplők                          | - Ted Mosby - Marshall Eriksen - Robin Scherbatsky - Barney Stinson - Lily Aldrin - Tracy McConnell |                                    |
| Filmzene                           | - How I Met Your Music                                                                              |                                    |
| Kapcsolódó sorozat                 | - Így jártam apátokkal                                                                              |                                    |